# 庞莱臣

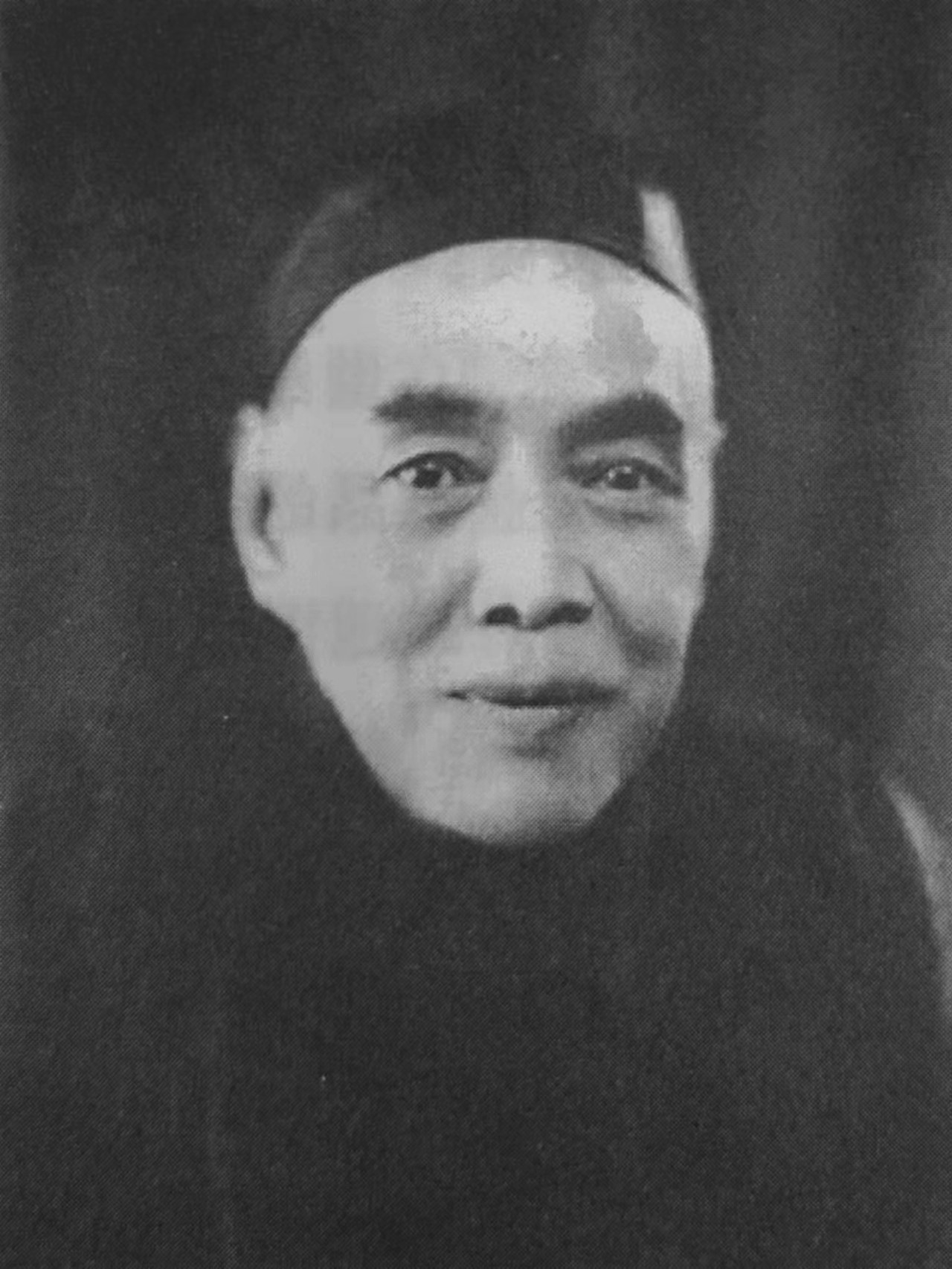
龐萊臣

庞莱臣（1864年—1949年），名元济，字莱臣，号虚斋，中国绘画收藏家和书画鉴赏家。

## 生平
1864年，庞莱臣出生于浙江省湖州府乌程县南浔镇，是南浔巨商、“四象”之一庞云曾（庞芸皋，1833-1889）次子。他先在家乡经营家族生意庞滋德国药号和庞恰泰酱园，后来在上海开办龙章造纸厂，1918年因组建“浔震电灯有限公司”，而被誉为“浙江民族工业的开创者”。
庞莱臣一生爱好收藏，“每遇名迹，不惜重资购求”，收藏的来源包括南北各地旧家的藏品，包括“吴门汪氏、顾氏、锡山秦氏、中州李氏、莱阳孙氏、川沙沈氏、利津李氏、归安吴氏、同里顾氏”还有一部分是民国时期北京旧家南下上海时购置王季迁曾说他“是全世界最大的中国书画收藏家，拥有书画名迹数千件”。  
1949年，庞莱臣在上海去世。此后，他的藏画大多被政府征集，保存在上海博物馆、北京故宫博物院、南京博物院、苏州博物馆。另外，庞莱臣的藏品曾有一部分主要经由他的外甥张静江等人出售到海外。 ，收藏在美国的弗利尔美术馆、底特律美术馆、纳尔逊·艾京斯美术馆、克里夫兰美术馆等处。